# Amata aureola
Amata aureola är en fjärilsart som beskrevs av Swinhoe 1902. Amata aureola ingår i släktet Amata och familjen björnspinnare. Inga underarter finns listade i Catalogue of Life.